# تپه گلی بلاغ
تپه گلی بلاغ مربوط به دوره اشکانیان - سده‌های اولیه دوران‌های تاریخی پس از اسلام است و در شهرستان مشگین‌شهر، بخش مراد لو، دهستان ارشق غربی، روستای گلی بلاغ زرگر واقع شده و این اثر در تاریخ ۲۷ بهمن ۱۳۸۷ با شمارهٔ ثبت ۲۴۵۲۶ به‌عنوان یکی از آثار ملی ایران به ثبت رسیده است.